# 大阪国技館
大阪国技館（おおさかこくぎかん）は、かつて大阪府大阪市に存在した相撲興行施設である。所在地・営業時期が異なる大阪大国技館についても記す。

## 概要

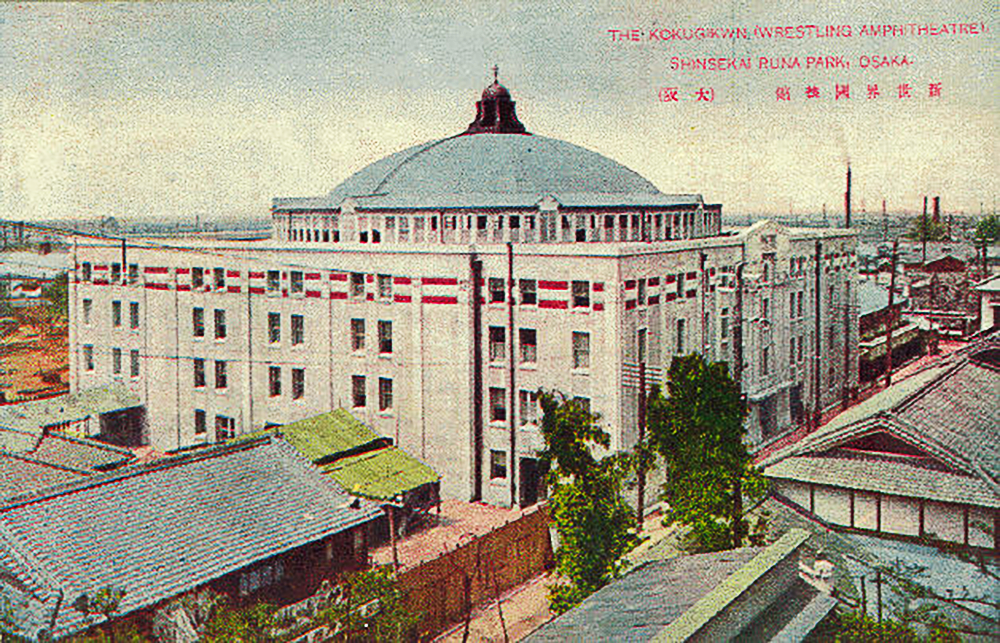
大阪国技館

第12代朝日山が大阪に「国技館」の建設の提議を行ったが1916年（大正5年）に病死したことから、その遺志を継いで、富樫柳水が国技後援会を組織して会員を募り、国技館の建設案の策定を進めたのが始まりである。
1917年（大正6年）10月23日に資本金20万円で「株式会社国技館」を大阪市南区北霞町940番地の2に設立し、1918年（大正7年）2月8日]に着工して1919年（大正8年）9月10日に竣工し、同年9月12日に開館した。
大阪市南区新世界西南のルナパーク裏手で、菊花園のあった場所が建設地に選ばれた。
敷地面積約1,250坪に建坪約732坪の4階建てで、煉瓦石造り、丸屋根の洋風建築の外観を持ち、定員約7,000人であった。本館の他に7軒の相撲茶屋が併設されていた。設計は木子七郎が行った。
大阪相撲協会が本拠を構え、オープン翌日から大阪・東京合同による大相撲が行われた。大阪相撲の発信拠点として機能したが、既に大阪相撲の衰退期を迎えており、次第に大きすぎるキャパシティを持て余すようになった。1925年（大正14年）の本場所を最後に、大阪相撲は相撲興行を中断。1927年（昭和2年）に大阪相撲協会は解散し、大日本相撲協会に合流する。
大阪国技館は売却され、1928年（昭和3年）には映画館の松映として再出発をはかり、以降、松竹キネマの映画と大阪松竹少女歌劇のレビューを主として興行した。建物は1945年（昭和20年）の大阪大空襲で焼失し、現在は跡地（スパワールド北側の階段付近）に石碑が残るのみである。

## 大阪大国技館

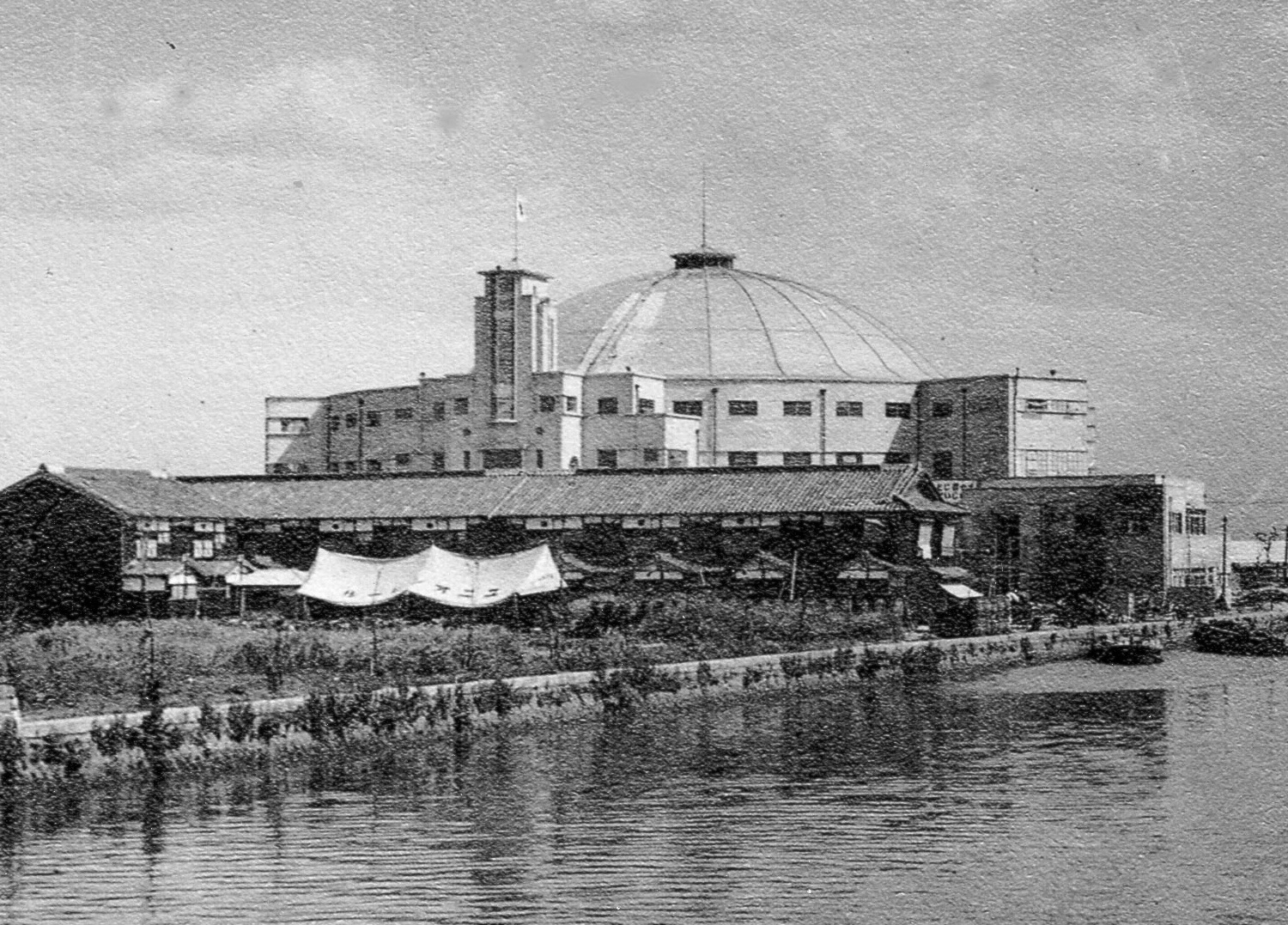
旧大阪大国技館（1937年頃）

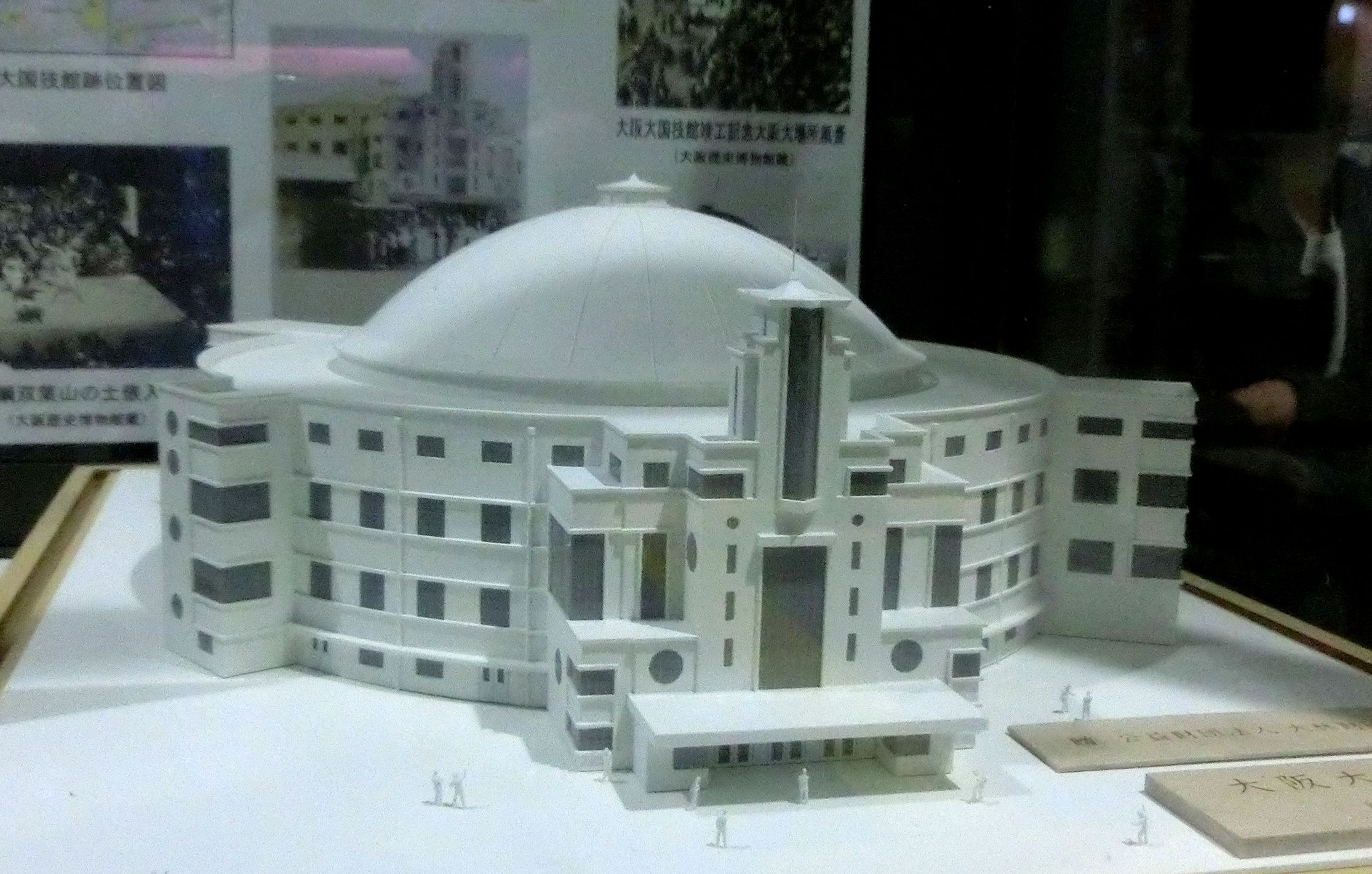
大阪大国技館復元模型

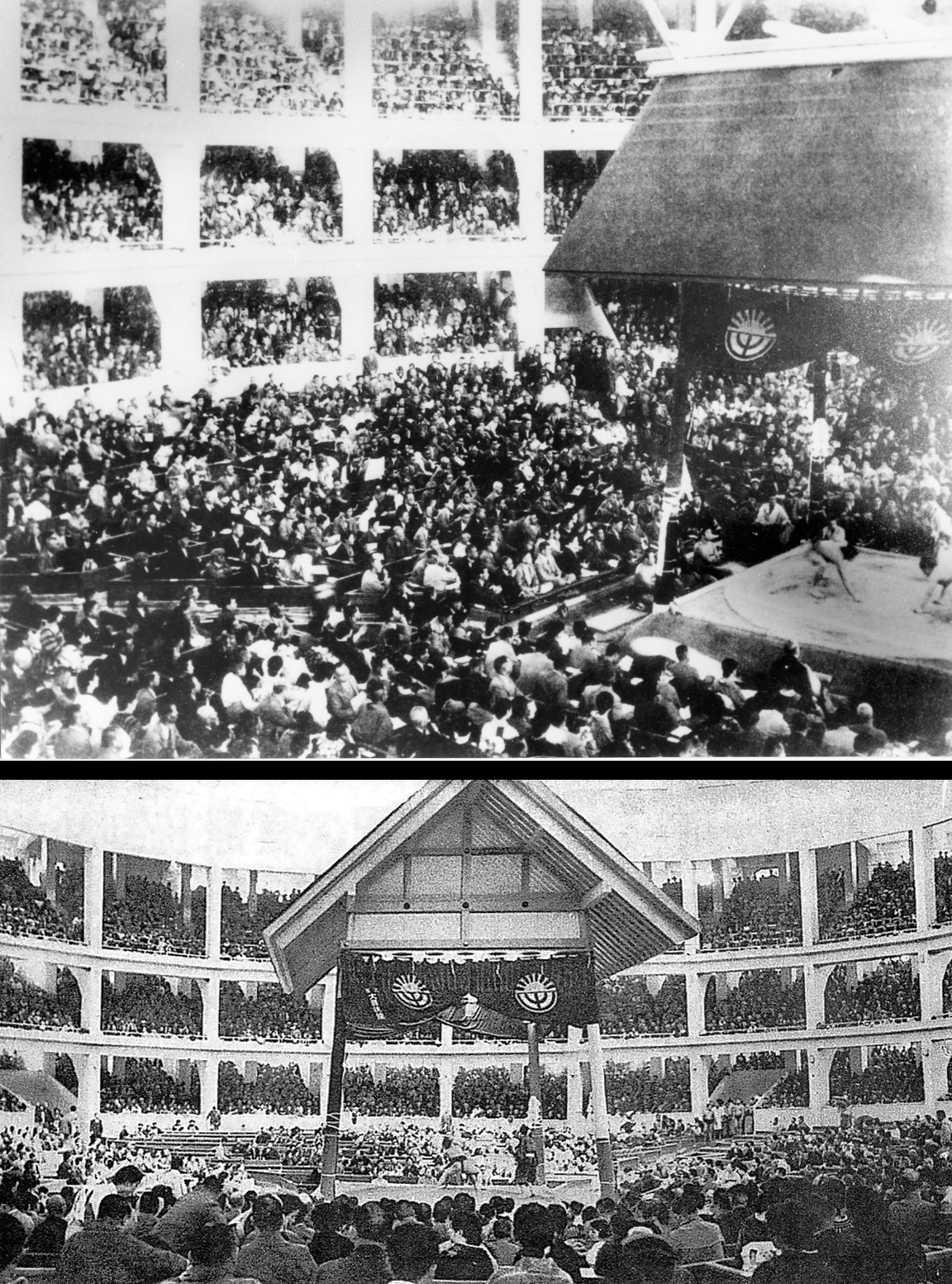
旭区関目の大阪大国技館の内観。旧両国国技館と同じ円形で、収容人数は約2万5000人を誇る。戦争の勃発により、昭和15年からは軍需工場となり、戦後は進駐軍に接収され、再び相撲が行われることなく取り壊される。

1937年（昭和12年）3月、東西の相撲興行が統一、双葉山の登場により相撲人気が高まった背景を受け、大阪市旭区（1943年以降は城東区）古市に完成した施設。コンクリート4階建ての洋風ドーム建築で建坪3,000坪、敷地6,000坪、収容人員25,000人の規模であった。これは大阪相撲が使っていた国技館どころか、当時の両国国技館、さらには後の蔵前国技館や両国新国技館よりも大きい相撲用としては史上最大の施設であり、大阪大国技館とも大阪関目国技館とも呼ばれ、従前の大阪国技館と区別されている。
しかし、オープン間もない1941年（昭和16年）には戦争の激化から相撲興行が中断。結果的に4年で7回の準本場所を開催しただけで戦時中には建物は倉庫として転用された。こうした背景もあり戦後は進駐軍が接収、1953年（昭和28年）に大阪場所として興行が再開された頃には既に建物は解体されていたという。現在、大阪大国技館があった場所は『リビエール関目』という公団住宅となっており、案内板を除いて往時を窺えるものは残されていない。付近にあった相撲茶屋の建物ももう取り壊されている。
2013年12月に200分の1スケールの復元模型が城東区役所に寄贈された。